# Mont Dolent
Mont Dolent (wł. Monte Dolent; 3820 m n.p.m.) – szczyt w Alpach Zachodnich, w Masywie Mont Blanc, w grupie górskiej Argentiére. Uznawany za zwornikowy szczyt dla granic Francji, Szwajcarii i Włoch, chociaż właściwy punkt styku granic znajduje się na wysokości 3749 m n.p.m., nieco na północny zachód od wierzchołka głównego. Z jego zboczy spływają cztery lodowce: na stronę włoską lodowiec Ghiaccialo di Pré de Bar, na stronę francuską lodowiec Glacier d'Argentiére i na stronę szwajcarską lodowce Glacier du Dolent i Glacier l'A Neuvé.
Pierwszymi zdobywcami szczytu, drogą z Col du Petit Ferret, zostali 9 lipca 1864 r. alpinista angielski Edward Whymper z towarzyszem, Irlandczykiem A. A.-Reillym oraz przewodnikami: M. Crozem, M.-C. Payotem i Henri Charletem.
Autorami pierwszego wejścia zimowego 12 marca 1911 r. są G. Couchepin, O. Dehms, J. Sautier, R. Schanze i M. Crettez.